# Município de Abbotts
Localização da Carolina do Norte nos E.U.A.
O município de Abbotts (em inglês: Abbotts Township) é um município localizado no  condado de Bladen no estado estadounidense da Carolina do Norte. No ano 2010 tinha uma população de 1.094 habitantes.

## Geografia
O município de Abbotts encontra-se localizado nas coordenadas 34° 30′ 08,63″ N, 78° 43′ 31,22″ O.